# Heidrek

Zonas donde podría ubicarse Reidgotaland, en un mapa de la primera mitad del siglo : el área en rojo comprende la cultura de Wielbark, el territorio de Gotland está identificada en rosa y la extensión tradicional de Götaland, en verde.

Heidrek (nórdico antiguo: Heiðrekr) fue un caudillo vikingo, rey de los godos y uno de los personajes relacionados con la espada mágica Tyrfing y la saga Hervarar. También aparece en el poema Widsith,(línea 115) como Heathoric junto a sus hijos Angantyr (Incgentheow) y Hlöð (Hlith), así como la madre de Hlöð llamada Sifka (Sifeca).

## Etimología
Heiðr, significa "honor", y rekr, significa "caudillo, rey".

## Vida
Heidrek era hijo del rey Höfund de Glæsisvellir y su esposa, la reina consorte Hervör, una guerrera skjaldmö. Como su madre en su juventud, era un muchacho de temperamento violento y naturaleza indómita. Para enderezar su personalidad, fue educado en la corte del rey Gizur, pero no mejoró su carácter. Una noche, mientras los padres celebraban un banquete, Heidrek llegó sin invitación y tarde por la noche, iniciando una trifulca que acabó con la muerte de un hombre. El rey Höfund, desterró a su hijo del reino aunque Hervör hizo lo imposible para suavizar los sentimientos del padre hacia el hijo.
Antes de partir, su padre le dio algunos consejos:
"Nunca ayudes a un hombre que ha traicionado a su señor.
Nunca aceptes la paz de un hombre que ha matado a su amigo.
No permitas a tu esposa que visite a su familia con frecuencia, aunque ella insista.
Nunca hables con un ser querido sobre pensamientos secretos.
Si tienes prisa, jamás cabalgues con tu mejor corcel.
Nunca castigues al hijo de un buen y mejor hombre.
Nunca rompas una promesa de paz.
Nunca tengas muchos thralls como compañía."
Desde entonces, Heidrek decidió ignorar los consejos de su padre.
Hervör dio a su hijo la espada Tyrfing en secreto. Su hermano Angantyr le acompañó por el camino durante un tiempo. Cuando habían recorrido un buen trayecto, Heidrek quiso admirar la espada, la desenvainó y tuvo que cumplir con la maldición de los enanos matando a su hermano.

## Exilio y aventuras
Tras algún tiempo, Heidrek encontró un grupo que trasladaba a un prisionero para ser ejecutado por asesinar a su amo. Recordó el consejo de su padre y decidió comprar la libertad del criminal. Continuó su camino y encontró otro grupo que custodiaba a un prisionero que había matado a su camarada, por lo que siguiendo su conducta rebelde compró la libertad del hombre por el simple hecho de desobedecer a su padre.
Poco después, Heidrek llegó a Reidgotaland, y entró al servicio del rey godo Harald, y mantuvo a su lado a dos jarls rebeldes, consiguiendo la mitad del reino y la mano de la hija del rey, Helga. Heidrek y Helga tuvieron un hijo llamado Angantyr como su hermano y abuelo. En el mismo periodo, el rey Harald tuvo un hijo llamado Halfdan. Heidrek más tarde encabezó un golpe de Estado con la mitad del ejército godo, y usó la espada Tyrfing para matar al rey Harald y a su hijo. Cuando Helga supo de la muerte de sus parientes, se suicidó ahorcándose.

## Rey de los godos
Heidrek usó a su ejército para subyugar a todos los godos y gobernó de forma brutal. Derrotó a Humli, rey de los hunos, y capturó a su hija Sifka, a quien violó y dejó embarazada, entonces la devolvió al reino de su padre donde nació su hijo Hlöd.
Heidrek casó con la reina Olof, hija de Åke, rey de los sajones. Ella a menudo preguntaba a su marido si podía visitar a su familia y, como siempre, Heidrek recordaba los consejos de su padre para llevar la contraria y accedía de buen grado. Tal decisión se volvió en su contra, porque un día fue a Sajonia para visitar a su mujer y a su familia y la encontró en brazos de un rubio y apuesto thrall que lo forzó a divorciarse inmediatamente.
Luego casó con una mujer de Finlandia llamada Sifka, como la princesa de los hunos. Un día, visitando al rey Rollaug de Gardariki, de nuevo en oposición a los consejos de su padre, compartió con Sifka un secreto y le hizo jurar que no lo diría a nadie. El secreto es que había matado accidentalmente al hijo de Rollaug durante una cacería. Sifka inmediatamente fue a compartir el secreto al rey, quien ordenó capturar a Heidrek y matar a todo su séquito. Los dos hombres que le dieron caza fueron los reos que salvó de morir.
Rollaug tenía en mente quemar vivo a Heidrek, alguien portó nuevas de que el príncipe estaba aún vivo y que Heidrek era inocente. Rollaug se disculpó, y en compensación por las pérdidas le dio la mano de su hija Hergerd.
Heidrek y Hergerd tuvieron una hija llamada Hervör, también guerrera skjaldmö como su abuela (madre de Heidrek) y con este nacimiento se inicia un periodo de paz para Heidrek.
Durante un viaje, Heidrek acampó en los Cárpatos (Harvaða fjöllum), acompañado de ocho thralls y mientras dormía, los esclavos entraron en su tienda, se hicieron con Tyrfing y lo mataron con su propia espada.
Esta fue la última muerte causada por Tyrfing. El príncipe Angantyr, hijo de Heidrek, capturó a los esclavos y los ejecutó tras reclamar la espada mágica, pero ya había perdido su maldición.